# 查林波恩·能澤倫
查林波恩·能查倫 （羅馬化：Charinporn Ngeoncharoen，2003年11月20日—），小名Pin，2019年泰國妙齡小姐冠軍，現為泰國第7電視臺旗下女演員及模特。代表作為《叢林公主2021》。

## 個人簡歷

### 早期生活
Pin於2003年11月20日出生於泰國暖武里府。高中畢業於Suankularb Wittayalai Nonthaburi School後，於泰國法政大學的美術與應用藝術學院就讀。
專長為泰國舞蹈、走秀，曾作為泰國文化部代表在印度、丹麥、中國等多個國家傳播泰國舞蹈。

### 演藝經歷
Pin參加了2019年的泰國妙齡小姐選美競賽並獲得冠軍，從而開始了她在演藝圈的職業生涯。之後，她簽約成為泰國第7電視台的旗下演員，成為陣營的新女主角。她主演的首部電視劇為2021年的翻拍劇《叢林公主》，於劇中飾演 Iyawadee，與主角朱迪·璋棱蓋巴蒂演對手戲。

## 影視作品

### 電視劇
| 首播年份 | 戲名                   | 戲名     | 播放平台 | 角色                      | 備註 |
| 首播年份 | 譯名                   | 原文名   | 播放平台 | 角色                      | 備註 |
| 2021年   | 《叢林公主2021》       |          | Ch7HD    | Mengkalia                 | 主演 |
| 2021年   | 《叢林公主2021》       | Iyawadee | Ch7HD    |                           | 主演 |
| 2021年   | 《叢林公主2021》       | Saikham  | Ch7HD    |                           | 主演 |
| 2022年   | 《神秘之堡2022》       |          | Ch7HD    | Khaemhom                  | 主演 |
| 2023年   | 《勇敢戈明傳2023》     |          | Ch7HD    | Phra Thida Yuwaree        | 配角 |
| 2024年   | 《愛和罪孽的痕跡2024》 |          | Ch7HD    | Nuyim                     | 配角 |
| 2024年   | 《天真有邪2024》       |          | Ch7HD    | Linen Chanthananan （Ja） | 主演 |

## 外部連結
- 查林波恩·能澤倫於Channel 7的個人簡介 （页面存档备份，存于）（泰文）
- 查林波恩·能澤倫的Instagram帳戶（泰文）